# PWI Feud of the Year
De PWI Feud of the Year Award wordt sinds 1986 jaarlijks uitgereikt door de professioneel worstelmagazine Pro Wrestling Illustrated. De PWI-lezers nomineren elk jaar de "ruzie" (feud) van het jaar in de worstelwereld.

## Winnaars en ereplaatsen
| Jaar | Winnaar                                      | Eerste ereplaats                    | Tweede ereplaats                                | Derde ereplaats                                                                        |
| ---- | -------------------------------------------- | ----------------------------------- | ----------------------------------------------- | -------------------------------------------------------------------------------------- |
| 1986 | Hulk Hogan vs. Paul Orndorff                 | Ric Flair vs. Dusty Rhodes          | The Sheepherders vs. The Fantastics             | The Midnight Express vs. The Rock 'n' Roll Express                                     |
| 1987 | Four Horsemen vs. The Super Powers           | Randy Savage vs. Ricky Steamboat    | Jerry Lawler vs. Tommy Rich & Austin Idol       | Brian Adias vs. Kevin Von Erich                                                        |
| 1988 | Ric Flair vs. Lex Luger                      | Rick Rude vs. Jake Roberts          | Kerry Von Erich vs. Jerry Lawler                | The Mega Powers vs. The Mega Bucks                                                     |
| 1989 | Ric Flair vs. Terry Funk                     | Hulk Hogan vs. Randy Savage         | Skandor Akbar's Devastation Inc. vs. Eric Embry | Roddy Piper vs. Rick Rude                                                              |
| 1990 | Ric Flair vs. Lex Luger                      | Hulk Hogan vs. Earthquake           | The Ultimate Warrior vs. Rick Rude              | Chris Adams vs. Steve Austin                                                           |
| 1991 | The Ultimate Warrior vs. The Undertaker      | Hulk Hogan vs. Sgt. Slaughter       | Sting vs. Cactus Jack & Abdullah the Butcher    | Lex Luger vs. Ron Simmons                                                              |
| 1992 | The Moondogs vs. Jerry Lawler & Jeff Jarrett | Ric Flair vs. Randy Savage          | The Ultimate Warrior vs. Papa Shango            | Rick Rude vs. Ricky Steamboat                                                          |
| 1993 | Bret Hart vs. Jerry Lawler                   | Rick Rude vs. Dustin Rhodes         | Cactus Jack vs. Big Van Vader                   | Tony Anthony vs. Tracy Smothers                                                        |
| 1994 | Bret Hart vs. Owen Hart                      | Ric Flair vs. Hulk Hogan            | Randy Savage vs. Crush                          | Sabu vs. Terry Funk                                                                    |
| 1995 | Axl Rotten vs. Ian Rotten                    | Harlem Heat vs. The Nasty Boys      | Jeff Jarrett vs. Razor Ramon                    | Ric Flair vs. Randy Savage                                                             |
| 1996 | Eric Bischoff vs. Vince McMahon              | Ric Flair vs. Randy Savage          | The Undertaker vs. Mankind                      | Jamie Dundee vs. Wolfie D                                                              |
| 1997 | Diamond Dallas Page vs. Randy Savage         | Steve Austin vs. Bret Hart          | Hollywood Hogan vs. Roddy Piper                 | Sabu vs. Taz                                                                           |
| 1998 | Vince McMahon vs. Steve Austin               | nWo Wolfpac vs. nWo Hollywood       | Ric Flair vs. Eric Bischoff                     | The Rock vs. Ken Shamrock                                                              |
| 1999 | Vince McMahon vs. Steve Austin               | Triple H vs. The Rock               | Jerry Lynn vs. Rob Van Dam                      | Ric Flair vs. Hulk Hogan                                                               |
| 2000 | Triple H vs. Kurt Angle                      | Triple H vs. The Rock               | Booker T vs. Jeff Jarrett                       | Edge en Christian vs. The Hardy Boyz                                                   |
| 2001 | Shane McMahon vs. Vince McMahon              | Booker T vs. The Rock               | Chris Benoit vs. Kurt Angle                     | Edge vs. Christian                                                                     |
| 2002 | Eric Bischoff vs. Stephanie McMahon          | Kurt Angle vs. Edge                 | Triple H vs. Stephanie McMahon                  | Trish Stratus vs. Molly Holly                                                          |
| 2003 | Brock Lesnar vs. Kurt Angle                  | Hulk Hogan vs. Vince McMahon        | Steve Austin vs. Eric Bischoff                  | Jeff Jarrett vs. Raven                                                                 |
| 2004 | Triple H vs. Chris Benoit                    | Randy Orton vs. Mick Foley          | Christian en Trish Stratus vs. Chris Jericho    | Matt Hardy vs. Kane                                                                    |
| 2005 | Matt Hardy vs. Edge en Lita                  | A.J. Styles vs. Christopher Daniels | Rey Mysterio vs. Eddie Guerrero                 | Batista vs. Triple H                                                                   |
| 2006 | John Cena vs. Edge                           | D-Generation X vs. The McMahons     | Sting vs. Jeff Jarrett                          | Trish Stratus vs. Mickie James                                                         |
| 2007 | Kurt Angle vs. Samoa Joe                     | Batista vs. The Undertaker          | John Cena vs. Shawn Michaels                    | John Cena vs. Randy Orton                                                              |
| 2008 | Chris Jericho vs. Shawn Michaels             | Kurt Angle vs. A.J. Styles          | The Undertaker vs. Edge                         | Beer Money, Inc. vs. The Latin American Xchange                                        |
| 2009 | Randy Orton vs. Triple H                     | CM Punk vs. Jeff Hardy              | Main Event Mafia vs. TNA Frontline              | Kurt Angle vs. Jeff Jarrett                                                            |
| 2010 | The Nexus vs. WWE                            | Bret Hart vs. Vince McMahon         | Kurt Angle vs. Mr. Anderson                     | John Cena vs. Batista                                                                  |
| 2011 | CM Punk vs. John Cena                        | Randy Orton vs. Christian           | Kurt Angle vs. Jeff Jarrett                     | Briscoe Brothers (Jay & Mark Briscoe) vs. All Night Express (Kenny King & Rhett Titus) |
| 2012 | Aces & Eights vs. TNA                        | The Rock vs. John Cena              | CM Punk vs. Daniel Bryan                        | Adam Pearce vs. Colt Cabana                                                            |